# Mak nyah
Mak nyah, escrit alternativament maknyah, és un terme vernacular malai per a dones trans a Malàisia. Va sorgir a finals de la dècada del 1980 per tal de distingir les dones trans d'altres minories.
El nom és preferit per les dones trans de Malàisia en lloc de diversos termes despectius (com són, «pondan» i «bapok»), que abans eren utilitzats pels sarawaks quan es referien a transsexuals i travestis. També es consideren insults, que es dirigeixen de manera diversa a homes gais i persones transgènere. Tot i que menys utilitzat, de vegades s'utilitza el terme «pak nyah» per als homes trans, i el terme híbrid «mak-pak nyah» per a totes les persones transgènere. A més, nak nyah i xak nyah es poden adoptar per a persones no-binàries.

## Orígens i definició del terme
La paraula «Mak nyah» es forma a partir de les paraules «mak» (que significa «mare»), i «nyah» (que significa «transició» ; literalment, «fugir de»).
Khartini Slamah descriu com va sorgir el terme a la comunitat transgènere:
| « | Primer, [com] el desig de diferenciar-nos dels homosexuals, travestis, transformistes, drag queens i altres «minores sexuals» amb les quals tots aquells que no són heterosexuals estan automàticament agrupats, i segon, perquè també volíem definir-nos des d'un punt de vista de la dignitat més que des de la posició de derogació en què ens havia situat la societat malàisia. | » |

Slamah continua explicant que el terme «mak nyah» no es refereix necessàriament a una dona trans que s'ha sotmès a una cirurgia de reassignació de sexe:
| « | Mak Nyahs es defineixen de diverses maneres al llarg dels continuums de gènere i sexualitat: com homes que semblen dones i són suaus i femenins, com el tercer gènere, com homes que es disfressen de dones, com homes als quals els agrada fer feina de dones, com a homes que m'agraden, etc. | » |

El terme «mak nyah» per a les dones transgènere malaies es pot contrastar amb altres termes per a la comunitat trans d'arreu del món, com hijra a l'Índia, kathoey a Tailàndia i occult a Myanmar.

## Llenguatge
El Bahasa Seteng (literalment «mitja llengua»), és un llenguatge secret utilitzat a la comunitat transgènere de Malàisia, per tal de reflectir la seva identitat. S'utilitza habitualment entre els adolescents mak nyah.

## Estatus legal
La comunitat mak nyah de Malàisia pateix una gran discriminació, inclosa la discriminació en l'ocupació, l'habitatge i l'atenció sanitària. L'any 2010, els governs del Regne Unit i d'Austràlia van reconèixer els sol·licitants d'asil humanitari als transgènere de Malàisia, en resposta a la persecució i la discriminació que pateixen a Malàisia.
Els tribunals de Malàisia han emès missatges ambigus sobre si la identitat de gènere preferida d'una persona transgènere o el seu sexe de naixement hauria d'aparèixer a les seves targetes d'identitat (My Kad). Per exemple, en el Cas Wong, el jutge del Tribunal Superior d'Ipoh va confirmar la negativa del departament de registre nacional a modificar o corregir el certificat de naixement i la targeta d'identitat de registre nacional del demandant que era un home transsexual. Tanmateix, en el Cas J.G., un jutge del Tribunal Superior de Kuala Lumpur, en tractar un cas que comparteix moltes similituds amb el cas de Wong, decideix que es modifiqui la targeta d'identificació del demandant per reconèixer la seva identitat de gènere.
Segons la secció 21 de la Llei de delictes lleus de 1955, la gent mak nyah pot ser acusada per «comportament indecent» per vestir-se com a dona, i la secció 28 de la Llei de delictes penals de Syariah (Territoris Federals) de 1997 prohibeix que qualsevol persona masculina porti vestit de dona en un lloc públic, i fer-se passar per dona amb «propòsits immorals». Aquest càrrec sol comportar una petita multa de 25 a 50 RM.

### Sota l'Islam
L'any 1983, la Conferència de Governants de Malàisia va emetre una fàtua que dictava que la cirurgia de reassignació de sexe s'havia de prohibir a tothom excepte a les persones intersexuals, sobre la base que qualsevol altra cirurgia anava en contra de l'Islam, ja que l'Islam només permet que les khunsa (persones intersexuals) es sotmetin a una opreació de canvi de sexe. L'islam sunnita prohibeix als homes transvestir-se, maquillar-se, injectar hormones per engrandir els seus pits i sotmetre's a operacions de canvi de sexe. La investigació mostra que el 78% de la gent mak nyah preferirien fer-se una operació de canvi de sexe si la seva religió els ho permetès.
Com que la majoria dels mak nyah són musulmans malais, poden ser acusats per una xària, per la qual hi ha una multa de 800 a 3000 RM. Lleis com aquestes han estat utilitzades per les autoritats religioses de Malàisia (el «Jabatan Hal Ehwal Agama Islam Negeri Sembilan») per oprimir la comunitat mak nyah, mitjançant batudes, interrogatoris, violència i detencions.
A més, tenir feta una operació de canvi de sexe també causa un problema pel que fa als ritus d'enterrament islàmics, que diuen que només es pot permetre a una dona banyar el cos d'una dona. Això no inclou les persones mak nyah, fins i tot si han patit una operació de canvi de sexe. Tanmateix, els individus maknyah que es van sotmetre a una operació de canvi de sexe tampoc poden ser banyats per un home.

## Estadístiques
S'ha estimat que hi ha uns 10.000 mak nyah a Malàisia. A la ciutat de Kuching hi ha 700 mak nyah (75% malais, la resta són diaks i xinesos).

## Investigació
Teh Yik Koon va escriure articles científics sobre els mak nyah, inclòs un estudi de 1998 i un llibre de 2002 anomenat The Mak Nyahs.
Andrew Hock Soon Ng, autor de The Politics of Reclaiming Identity: Representing the «Mak Nyahs» in «Bukak Api», va escriure que el llibre era «el treball acadèmic més extens» sobre els mak nyahs.

## En els mitjans de comunicació
El documental de 2000 Bukak Api tracta sobre Mak nyah.